# Zdeňka Psůtková
Zdeňka Psůtková (30. července 1929 Chodov u Domažlic – 30. června 2001 Praha) byla česká filoložka, nakladatelská redaktorka, překladatelka z ruštiny, angličtiny, němčiny a francouzštiny, spisovatelka. Věnovala se také úpravám dabingu. Okrajově se věnovala i zpěvu.

## Život
Narodila se v rodině kovářů v Trhanově. Absolvovala učitelský ústav v Plzni a reálné gymnázium v Klatovech v roce 1947. Poté vystudovala češtinou a ruštinu na Filosofické fakultě University Karlovy, studium absolvovala v roce 1951, doktorát získala v roce 1953. V letech 1951–53 byla redaktorkou nakladatelství Naše vojsko. V letech 1957–59 byla tajemnicí Kruhu překladatelů při Svazu československých spisovatelů, v letech 1968–71 redaktorkou literární redakce Československého rozhlasu.

### Rodinný život
V roce 1955 se provdala za malíře Jiřího Horníka (1916–1961). V letech 1955–1960 používala jméno Zdeňka Horníková. Manželství bylo rozvedeno v roce 1960. Téhož roku se podruhé provdala za fagotistu Václava Cvrčka (* 1928) a používala znovu své dívčí jméno Zdeňka Psůtková.

## Dílo

### Překlady z ruštiny
- Čingiz Ajtmatov
- Leonid Nikolajevič Andrejev
- Ivan Alexejevič Bunin
- Maja Daniniová
- Raim Farchadi
- Vladimir Aleksejevič Giljarovskij
- Alexandr Grin
- Čingiz Husejnov
- Anna Grigorjevna Jelagina
- Valentin Petrovič Katajev
- Fedor Koluncev
- Aleksandr Aleksandrovič Kron
- Aleksandr Ivanovič Kuprin
- Dmitrij Dmitrijevič Nagiškin
- Jurij Karlovič Oleša
- Grigorij Bencionovič Oster
- Konstantin Paustovskij
- Radij Pogodin
- Aleksandr Lazarevič Poleščuk
- Vjačeslav Jakovlevič Šiškov
- Vasilij Makarovič Šukšin
- Alexej Nikolajevič Tolstoj
- Lev Nikolajevič Tolstoj
- Gavriil Nikolajevič Trojepolskij

### Překlady z němčiny
- Manfred Bofinger

### Rozhlasové hry
- 1996 – Zdeňka Psůtková: Noc v Čechách. Epizoda ze života spisovatelky madame de Staël, dramaturgie Jarmila Konrádová, režie Markéta Jahodová, hráli: Jana Hlaváčová, Luděk Munzar, Ivan Trojan, Pavel Pípal, Jan Teplý a Rudolf Kvíz. Český rozhlas 1996.[2]